# Psou
Der Psou  (abchasisch Ԥсоу; georgisch ფსოუ; russisch Псоу) ist ein Fluss im westlichen Kaukasus, der die Grenze zwischen der von Georgien abtrünnigen Republik Abchasien und der Region Krasnodar der Russischen Föderation bildet.

## Geografie
Er entspringt im westlichen Kaukasus und fließt zwischen dem Massiv des Großen Kaukasus im Norden und dem Gagra-Kamm im Osten in westlicher Richtung bis zu seiner Mündung in das Schwarze Meer. Der Fluss ist 57 km lang und hat ein Einzugsgebiet von etwa 420 Quadratkilometern.

## Geschichte
1919 wurde der Fluss als Grenze zwischen dem damals unabhängigen Georgien und dem im Bürgerkrieg befindlichen Russland und seinen „weißen“ Vertretern unter Vermittlung einer von Großbritannien dort stationierten Beobachtergruppe festgelegt. Die bis zum Ende der Sowjetunion entlang der Schwarzmeerküste führende Eisenbahnlinie von Sotschi bis Tiflis und weiter bis Baku in Aserbaidschan ist seit dem Konflikt um Abchasien nicht mehr über den Grenzbahnhof Psou befahrbar.
Der seit dem Kaukasuskrieg 2008 gesperrte und für den Handel Georgiens mit Russland wichtige Grenzübergang über den Fluss Psou soll laut einer Vereinbarung zwischen den Regierungen der beiden Staaten vom November 2011 für georgische Exporte wieder geöffnet werden.

## Sicherheit
Zur Sicherheit in Abchasien hat das Auswärtige Amt 2011 entsprechende Hinweise im Internet veröffentlicht.

## Olympische Winterspiele 2014
In Sotschi und den nördlich davon liegenden Bergen wurden die Olympischen Winterspiele 2014 abgehalten. Dies sollte sich auch auf die zu Russland gehörenden Gebiete entlang des Psou auswirken.